# Florencia (ort i Costa Rica)
Florencia är en ort i Costa Rica.   Den ligger i provinsen Alajuela, i den centrala delen av landet, 60 km nordväst om huvudstaden San José. Florencia ligger 225 meter över havet och antalet invånare är 888.
Terrängen runt Florencia är kuperad åt sydost, men åt nordväst är den platt. Runt Florencia är det ganska glesbefolkat, med 45 invånare per kvadratkilometer. Närmaste större samhälle är Quesada, 6,7 km sydost om Florencia. Omgivningarna runt Florencia är en mosaik av jordbruksmark och naturlig växtlighet.